# Peter Matthiessen
Peter Matthiessen, född 22 maj 1927 i New York i New York, död 5 april 2014 i Sagaponack i New York, var en amerikansk författare, miljöaktivist och före detta CIA-agent. Matthiessen skrev romaner samt rese- och naturskildringar. Han var troende zenbuddhist och reste i Himalaya. Han engagerade sig också för indianernas ställning i Förenta staterna och skrev flera böcker på temat. Matthiessen var med och grundade litteraturtidskriften The Paris Review 1953. Han använde tidskriften som täckmantel för sin verksamhet inom underrättelsetjänsten CIA, något som inte blev allmänt känt förrän 2007.
Två av Matthiessens böcker har tilldelats priset National Book Award: Snöleoparden 1980 och Shadow Country 2008. Han är den ende som tilldelats priset både i den skönlitterära klassen och i fackboksklassen. Den senare boken är en 890-sidig revidering av en romantrilogi som gavs ut på 90-talet. Flera filmer har gjorts med Matthiessens verk som förlagor, bland annat Inkräktare från 1960 i regi av Luis Buñuel.

## Utgivet

### Skönlitteratur
- Race Rock (1954)
- Partisans (1955)
- Raditzer (1961)
- Lek på Guds gröna ängar (At Play in the Fields of the Lord) (1965; sv. 1968)
- Far Tortuga (1975; sv. 1978)
- On the River Styx and Other Stories (1989)
- Watson-trilogin
  - Killing Mister Watson (1990)
  - Lost Man's River (1997)
  - Bone by Bone (1999)
- Shadow Country (2008)

### Facklitteratur
- Wildlife in America (1959)
- The Cloud Forest: A Chronicle of the South American Wilderness (1961)
- Under the Mountain Wall: A Chronicle of Two Seasons in the Stone Age (1962)
- "The Atlantic Coast", kapitel i The American Heritage Book of Natural Wonders (1963)
- The Shorebirds of North America (1967)
- Oomingmak (1967)
- Sal Si Puedes: Cesar Chavez and the New American Revolution (1969)
- Blue Meridian. The Search for the Great White Shark (1971).
- Trädet där människan föddes (The Tree Where Man Was Born) (1972; sv. 1974)
- Snöleoparden (The Snow Leopard) (1978; sv. 1981)
- Sand Rivers, med fotografier av Hugo van Lawick
- In the Spirit of Crazy Horse (1983)
- Indian Country (1984)
- Nine-headed Dragon River: Zen Journals 1969-1982 (1986)
- Men's Lives: The Surfmen and Baymen of the South Fork (1986)
- African Silences (1991)
- Baikal: Sacred Sea of Siberia (1992)
- East of Lo Monthang: In the Land of the Mustang (1995)
- The Peter Matthiessen Reader: Nonfiction, 1959-1961 (2000)
- Tigers in the Snow (2000)
- The Birds of Heaven: Travels With Cranes (2001)
- End of the Earth: Voyage to Antarctica (2003)